# روسلان هونچاروف
روسلان هونچاروف (روسی: Руслан Николаевич Гончаров؛ زادهٔ ۲۰ ژانویهٔ ۱۹۷۳) رقصنده روی یخ اهل اوکراین است. وی همچنین از اسکیت‌بازان نمایشی در بازی‌های المپیک زمستانی ۱۹۹۸ تا ۲۰۰۶ بوده است.